# Sosoliso Airlines-vlucht 1145
Sosoliso Airlines vlucht 1145 is een lijnvlucht tussen de Nigeriaanse steden Abuja (Internationale luchthaven Nnamdi Azikiwe) en Port Harcourt (Internationale luchthaven Port Harcourt). Om ongeveer 14.08 uur lokale tijd op 10 december 2005 mislukte een noodlanding van de vlucht op de internationale luchthaven Port Harcourt en stortte het vliegtuig, een DC-9-32 van Sosoliso Airlines neer, waarna het toestel in brand vloog. In het toestel zaten 110 inzittenden. Volgens een woordvoerder van de civiele luchtvaartautoriteiten in Nigeria zijn zeven overlevenden naar ziekenhuizen gebracht en zijn de andere 103 inzittenden overleden.